# Luisa Rossi
Pour les articles homonymes, voir Rossi.
Luisa Rossi, née à Milan le 26 janvier 1925 et morte à Rome le 23 mai 1984, est une actrice italienne. Elle est apparue dans plus de 25 films entre 1941 et 1978.

## Biographie
Née à Milan, Luisa Rossi a fait ses débuts en 1943 dans le film Ho tanta voglia di cantare de Mario Mattoli. En 1945, elle obtient l'appréciation de la critique dans le film La Dernière Chance de Leopold Lindtberg, mais ne réussit pas à capitaliser sur son succès précoce et a joué par la suite souvent les seconds rôles dans des modestes productions.
À partir du milieu des années 1950, Luisa Rossi s'est tournée vers la télévision et le théâtre en travaillant entre autres avec Luchino Visconti, Giorgio Strehler et Dario Fo.

## Filmographie partielle
- 1943 : Ho tanta voglia di cantare de Mario Mattoli
- 1945 : La Dernière Chance de Leopold Lindtberg
- 1948 : Harem nazi (Accidenti alla guerra!...) de Giorgio Simonelli : Greta von Grey
- 1950 : Miss Italie (Miss Italia) de Duilio Coletti
  - Le Loup de la Sila (Il lupo della Sila) de Duilio Coletti
- 1951 : Il monello della strada
- 1952 :
  - Redenzione
  - Un homme à détruire de Joseph Losey et Andrea Forzano
- 1953 : Les Amants du péché de Sergio Grieco
- 1954 : Finalmente libero!
- 1955 : L'Affaire des poisons de Henri Decoin
- 1956 : Sœur Letizia de Mario Camerini
- 1978 : Ecce Bombo de Nanni Moretti [2].